# Électricité de France
Électricité de France SA (en español: Electricidad de Francia), conocida comúnmente como EDF, es una empresa multinacional francesa de servicios eléctricos, propiedad en su totalidad del Estado francés. Con sede en París y unos ingresos de 71.200 millones de euros en 2016, EDF gestiona una cartera diversa de más de 120 gigavatios de capacidad de generación en Europa, Sudamérica, Norteamérica, Asia, Oriente Medio y África.
En 2009, EDF fue el mayor productor mundial de electricidad.
Sus 56 reactores nucleares activos (en Francia) están repartidos en 18 emplazamientos (centrales nucleares). Comprenden 32 reactores de 900 MWe, 20 reactores de 1300 MWe y 4 reactores de 1450 MWe, todos ellos PWR.
En 2017, EDF se hizo con la mayor parte del negocio de reactores de Areva, en una reestructuración patrocinada por el gobierno francés tras los problemas financieros y técnicos de Areva. En julio de 2017, el ministro francés de Medio Ambiente, Nicolas Hulot, declaró que hasta 17 de los reactores nucleares de Francia -todos ellos operados por EDF- podrían cerrarse para 2025 con el fin de cumplir los objetivos legislativos de reducción de la dependencia de la fuente de energía. Sin embargo, en 2019, el Gobierno francés pidió a EDF que elaborara propuestas para tres nuevas centrales nucleares de sustitución.

## El grupo EDF

### Actividades
EDF está especializada en electricidad, desde la ingeniería hasta la distribución. Las operaciones de la empresa incluyen: generación y distribución de electricidad; diseño, construcción y desmantelamiento de centrales eléctricas; comercio de energía; y transporte. Está presente en tecnologías de generación de energía como la nuclear, la hidroeléctrica, las energías marinas, la eólica, la solar, la biomasa, la geotérmica y la fósil.

#### Red de distribución (RTE y Enedis)
La red eléctrica en Francia se compone de lo siguiente:
- un sistema de distribución de alta y muy alta tensión (100.000 km de líneas). Esta parte del sistema está gestionada por RTE (operador del sistema de transporte de electricidad), que actúa como administrador independiente de la infraestructura, aunque es una filial de EDF;
- un sistema de distribución de baja y media tensión (1.300.000 km de líneas),[8] mantenido por Enedis (ex-ERDF), antes conocida como EDF-Gaz de France Distribution. Enedis (ex-ERDF) se escindió de EDF-Gaz de France Distribution en 2008 como parte del proceso de separación total de las actividades de EDF y GDF Suez.[9]

### Organización

#### Sede central
La sede de EDF está situada en la avenida de Wagram, en el distrito 8 de París. La sede social de EDF se reparte entre varios centros de EDF en el Gran París.

#### La dirección
- Presidente y director general: Jean-Bernard Lévy

### Negocios

#### Estadísticas
- Clientes: 37,6 millones en todo el mundo en 2015.
- Facturación en 2009: 63.340 millones de euros (23% de Francia) - 41.820 millones de euros en 2002.
- Beneficio: 3.960 millones de euros en 2010 - 3.960 millones de euros en 2009.
- Beneficio neto: 1.000 millones de euros en 2010 - 3.920 millones de euros en 2009.
- Deuda neta: 34.400 millones de euros en 2010 - 42.500 millones de euros en 2009.
- Ingresos: 75.000 millones de euros en 2015.
- Generación de energía: 619,3 TWh en 2015.
- Empleados: 165.200 en todo el mundo.

#### Principales socios y afiliados
- En Europa:
  - Reino Unido: 100% EDF Energy, adquirió British Energy Group PLC, que genera cerca del 20% de la electricidad británica, principalmente de 8 centrales nucleares, 100% EDF Trading
  - Austria: 100% Vero
  - Bélgica: 100% de Luminus
  - Francia: 100% de EDF Énergies Nouvelles, que a su vez posee EDF-RE, antes EnXco en EE. UU., 74,86% Électricité de Strasbourg, 67% Dalkia Investments, 51% TIRU, 50% Cerga, 50% Edenkia, 50% Dalkia International, 50% SIIF Énergies, 34% Dalkia Hdg
  - Alemania: 100% EDF Ostalbkreis, 100% EDF Weinsberg, 50% RKI
  - Hungría: 95,56% BE Zrt
  - Italia: Edison S.p.A. (99,4% del capital), 100% EDF Energia Italia que vende directamente 2,2 TWh a Italia, 100% Edison Next, 40% Finei, 30% ISE
  - Países Bajos: 100% Finelex, 50% Cinergy Holding
  - Polonia: 76,63% Rybnik, 66,08% ECK, 49,19% ECW, 35,42% Kogeneracja, 24,61% Zielona Gora
  - Eslovaquia: 49% SSE
  - España: 100% EDF Ibérica (EDF Península Ibérica, S.A)
  - Suecia: 100% Skandrenkraft, 36,32% Groupe Graninge
  - Suiza: 50% Chatelot, 50% Emosson, 14,25% Groupe ATEL, 26,26% Motor Columbus
- En América:
  - Estados Unidos: 100% EDF Inc. que controla total o parcialmente Unistar Nuclear Energy (100%), EDF-RE, antes EnXco (100%), EDF Trading North America (100%) y Constellation Energy Nuclear Group (50% a través de una empresa conjunta con Exelon)
  - Argentina: 25% Edenor, 45% Sodemsa, 22,95% Edemsa
  - Brasil: 100% Lidil, 90% Norte Fluminense
- En Asia:
  - China: 85% Synergie, 60% Figlec, 35% Datang Sanmenxia Power Company, 19,6% Shandong Zhonghua Power Company
  - Vietnam: 56,25% Meco
- En África:
  - Costa de Marfil: 50% Azito O&M, 32,85% Azito Energie[11]

## Historia

### Situación de EDF
EDF se fundó el 8 de abril de 1946, como resultado de la nacionalización de unos 1.700 pequeños productores, transportistas y distribuidores de energía por parte del Ministro de Producción Industrial Marcel Paul. En su mayor parte, una EPIC estatal, se convirtió en la principal empresa de generación y distribución de electricidad en Francia, disfrutando de un monopolio en la generación de electricidad, aunque algunos pequeños distribuidores locales se mantuvieron por la nacionalización. Este monopolio terminó en 1999, cuando EDF se vio obligada por una directiva europea a abrir el 20% de su negocio a los competidores.
Hasta el 19 de noviembre de 2004, EDF era una empresa estatal, pero ahora es una sociedad anónima de derecho privado, después de que se modificara su estatuto por ley. El Gobierno francés sacó a bolsa parcialmente las acciones de la empresa en noviembre de 2005, aunque a finales de 2008 conservaba casi el 85% de la propiedad.
El 22 de noviembre de 2016, los reguladores de la competencia franceses hicieron una redada en las oficinas de EDF, en busca de pruebas de que la empresa estaba abusando de su posición dominante para manipular los precios de la electricidad y presionar a sus rivales.

### Finanzas
Entre 2001 y 2003, EDF se vio obligada a reducir sus fondos propios en un total de 6.400 millones de euros debido a los resultados de sus filiales en Sudamérica y Europa. En 2001, también adquirió varias empresas energéticas británicas, convirtiéndose en el mayor proveedor de electricidad del Reino Unido.
La empresa sigue estando muy endeudada. Su rentabilidad se resintió durante la recesión que comenzó en 2008. Ganó 3.900 millones de euros en 2009, que se redujeron a 1.020 millones de euros en 2010, con provisiones que ascendían a 2.900 millones de euros.
En enero de 2013, la empresa vendió su participación del 1,6% en la compañía eléctrica estadounidense Exelon por 470 millones de dólares.
En marzo de 2016 dimitió el director financiero de EDF, Thomas Piquemal, que había defendido que la decisión final de inversión sobre la construcción de la central nuclear de Hinkley Point C debía retrasarse tres años. Con el valor de mercado de EDF reducido a la mitad durante el año anterior, el coste del proyecto Hinkley Point C superaba ahora toda la capitalización de mercado de EDF.
En marzo de 2017, EDF ofreció una emisión de derechos de 4.000 millones de euros de nuevas acciones para aumentar la disponibilidad de capital, con un descuento del 34,5%. El Gobierno francés se comprometió a comprar 3.000 millones de euros de la emisión de derechos. Los precios de las acciones cayeron a un mínimo histórico debido al fuerte descuento de las nuevas acciones.
La deuda neta de EDF a finales de 2018 era de 33.000 millones de euros, pero si se tienen en cuenta las obligaciones futuras, como los pasivos por pensiones y los costes de gestión de los residuos nucleares, la deuda neta ajustada era de 70.000 millones de euros. Para mejorar las finanzas de EDF, a partir de 2019 EDF ha vendido 10.000 millones de euros de activos, con planes de vender otros 2.000 a 3.000 millones de euros de activos para 2021, y se han asignado a los accionistas nuevas acciones en lugar de un dividendo en efectivo. Se han emitido bonos en monedas asiáticas para ampliar las fuentes de financiación. Tiene compromisos financieros para nuevas construcciones en Flamanville y Hinkley Point C. EDF se ha comprometido a gastar 49.400 millones de euros hasta 2025 para ampliar la vida útil de su flota de reactores nucleares franceses, que en 2019 tiene una edad media de 33 años, hasta los 50 años.

### Política energética

EDF produce su electricidad principalmente a partir de centrales nucleares

Francia es el primer país del mundo que utiliza la energía nuclear para producir electricidad (78% de la producción francesa en 2007).
En mayo de 2004, el Ministro del Interior francés, Nicolas Sarkozy, reafirmó ante el Parlamento francés la primacía de la energía nuclear, para alivio de los sindicatos de EDF. En este discurso, el ministro reformuló el famoso eslogan "No tenemos petróleo, pero tenemos ideas", declarando: "No tenemos petróleo, no tenemos gas, no tenemos carbón, pero tenemos ideas". El uranio empobrecido procedente del reprocesamiento del combustible gastado de las 58 centrales nucleares francesas se exportó en los últimos años desde El Havre a Rusia y se almacenó en Séversk, donde se enriqueció, y el nuevo combustible se exportó de nuevo a Francia.
En 2013, EDF reconoció las dificultades que estaba teniendo para construir el nuevo diseño de reactor nuclear EPR, y su jefe de producción e ingeniería, Hervé Machenaud, dijo que EDF había perdido su posición dominante a nivel internacional en el diseño y la construcción de centrales nucleares. En septiembre de 2015, el director general de EDF, Jean-Bernard Lévy, declaró que se estaba trabajando en el diseño de un "nuevo modelo" de EPR, que será más fácil de construir, para estar listo para los pedidos a partir de 2020 aproximadamente.
En 2016, el director ejecutivo de EDF, Jean-Bernard Lévy, declaró que la estrategia de EDF para 2030 aumentaba el énfasis en la energía renovable, con el objetivo de duplicar la capacidad de energía renovable en todo el mundo para 2030. Afirmó: "Estoy convencido de que en el futuro seguiremos teniendo un sistema centralizado y seguro, pero que se complementará con un sistema descentralizado más intermitente y local, en el que los clientes se harán cargo de su consumo. Para estar preparados, debemos seguir investigando en el almacenamiento de electricidad y en los sistemas eléctricos inteligentes".

### Condena por espionaje a EDF
En 2011, un tribunal francés impuso a EDF una multa de 1,5 millones de euros y encarceló a dos empleados de alto nivel por espiar a Greenpeace, incluyendo el pirateo de sus sistemas informáticos. Greenpeace recibió una indemnización de 500.000 euros. Aunque EDF alegó que una empresa de seguridad sólo había sido contratada para vigilar a Greenpeace, el tribunal no estuvo de acuerdo y encarceló al jefe y al subjefe de la operación de seguridad nuclear de EDF durante tres años cada uno. Dos empleados de la empresa de seguridad, Kargus, dirigida por un antiguo miembro de los servicios secretos franceses, fueron condenados a tres y dos años respectivamente.

### Ataque DDoS al sitio de EDF
El sitio web de EDF sufrió tres ataques DDoS en 2011, dos en abril y uno en junio.
Los ataques fueron reivindicados por el grupo hacktivista Anonymous. Más tarde, tres hombres fueron detenidos y entrevistados bajo la acusación de "obstrucción de la funcionalidad de un servicio de procesamiento de datos", "acceso fraudulento a un servicio de procesamiento de datos" y "participación en una asociación formada con el objetivo de preparar dichas infracciones".
Se cree que las motivaciones del ataque están relacionadas con el accidente nuclear de Fukushima en Japón. A diferencia de Suiza y Alemania, que tienen previsto cerrar todos los reactores nucleares al final de su vida útil, el gobierno de Francia no tenía planes de abandonar la energía nuclear y, tres meses después del accidente de Fukushima, declaró un aumento del presupuesto para la energía nuclear.
El tiempo de inactividad del sitio web de EDF le costó a la empresa unos 162.000 euros.

### Demanda contra No Dash For Gas
En febrero de 2013, EDF Energy solicitó una indemnización estimada de 5 millones de libras a los activistas medioambientales de la campaña No Dash for Gas, que ocuparon la central CCGT de West Burton, propiedad de EDF, en octubre de 2012.
Es inusual en el Reino Unido que las empresas pidan daños y perjuicios a los manifestantes. El 13 de marzo de 2013, EDF retiró su demanda contra los manifestantes, tras acordar una orden judicial permanente contra la entrada de los manifestantes en las instalaciones de EDF.

### Absorción del negocio de reactores de Areva
En 2017, EDF absorbió la mayor parte del negocio de reactores de Areva, excluyendo el negocio de combustible, en una reestructuración patrocinada por el gobierno francés tras los problemas financieros y técnicos de Areva debido a la construcción de nuevas centrales nucleares EPR. El negocio de reactores se ha denominado Framatome.
En octubre de 2019, el ministro de Finanzas francés, Bruno Le Maire, hizo público un informe de auditoría sobre la construcción del desarrollo del Flamanville 3, muy retrasado y casi cuatro veces por encima del presupuesto, iniciado por Areva en 2007. El ministro de Finanzas exigió a EDF que presentara en el plazo de un mes un plan de acción para el proyecto, calificándolo de "fracaso para toda la industria nuclear francesa".

### Efecto de la pandemia de coronavirus
En abril de 2020, EDF estimó que la desaceleración económica debida a la pandemia de coronavirus podría reducir el consumo de electricidad en Francia en un 20%. EDF estimó que la producción nuclear anual en Francia sería de unos 300 TWh en 2020 y de 330-360 TWh en 2021 y 2022, por debajo de una estimación anterior al coronavirus de 375-390 TWh. Es probable que algunos reactores nucleares se desconecten durante el verano de 2020. EDF anunció que había retirado los objetivos financieros para 2020 y 2021. Es posible que sea necesario retrasar las actualizaciones de los reactores previstas para este año.
Para mitigar el impacto, EDF se propone ahorrar 500 millones de euros en costes hasta 2022, y pretende vender 3.000 millones de euros en activos hasta 2022.

### Crisis energética mundial de 2021
En enero de 2022, cinco de sus 56 reactores estaban fuera de servicio debido a problemas de corrosión y grietas en las tuberías, y se están realizando comprobaciones en toda la flota. En consecuencia, EDF redujo el objetivo de producción del año en un 10%, y tiene que comprar electricidad en el mercado abierto.
Además, EDF tiene que vender otros 20 TWh de energía a otros proveedores nacionales a un precio reducido debido a la respuesta del gobierno a la crisis energética mundial de 2021. En enero de 2022, EDF calculó que el aumento del suministro mayorista a precio reducido le costaría 8.400 millones de euros (7.000 millones de libras), y retiró sus previsiones de beneficios. El precio de las acciones de EDF cayó considerablemente. La deuda de EDF es de unos 41.000 millones de euros, y Fitch Ratings rebajó la calificación crediticia de EDF.
A finales de mayo de 2022, cuando 12 reactores nucleares estaban fuera de servicio, EDF aumentó las reducciones de beneficios estimadas para las inspecciones y reparaciones a 18.500 millones de euros.

## Energías renovables

### Híbridos enchufables y V2G
EDF ha desarrollado puntos de recarga para el Toyota HV enchufable en Francia.
El gobierno francés ha aportado 550 millones de dólares a una asociación de Électricité de France con Renault-Nissan y con PSA Peugeot Citroën.

### Fotovoltaica
En 2018, EDF tenía previsto invertir hasta 25.000 millones de euros en la generación de energía solar fotovoltaica, e introducir tarifas eléctricas verdes.

### Intensidad de carbono
| año  | Producción (TWh) | Emisión (Mt CO2) | kg CO2/MWh |
| 2002 | 650              | 91.35            | 141        |
| 2003 | 669              | 96.34            | 144        |
| 2004 | 647              | 95.74            | 148        |
| 2005 | 647              | 93.52            | 145        |
| 2006 | 655              | 93.35            | 142        |
| 2007 | 706              | 101.91           | 144        |
| 2008 | 704              | 103.79           | 147        |
| 2009 | 652              | 88.09            | 135        |

## Competidores
En 2017, EDF seguía teniendo el negocio del 85,5% de los clientes residenciales de Francia, aunque con una lenta tendencia a la baja.

### Principales competidores
Aparte de los productores y distribuidores extranjeros, hay algunos competidores importantes de EDF en Francia, aunque su cuota de mercado es más débil en comparación:
- Engie: la empresa formada tras la fusión de Gaz de France y Suez tiene la clara intención de producir su propia electricidad, ha comprado participaciones en los futuros reactores nucleares EPR y está preparada para convertirse en el competidor más creíble de EDF en el recién liberalizado mercado eléctrico francés;
- SNET (Société nationale d'électricité et de thermique): Esta empresa es la sucesora de las empresas de carbón que se están agotando y produce principalmente electricidad térmica (2,5 TWh). Su capital (81%) pertenecía predominantemente a Collieries of France y a EDF. Una parte del capital (30%) se vendió a Endesa, el principal productor de electricidad español, otra parte del 35% se vendió en 2004. A partir de 2008, Endesa posee el 65% del capital de la empresa generadora Snet;
- CNR (Compagnie nationale du Rhône): cuyo capital es mayoritariamente público, la empresa explota 19 centrales hidroeléctricas instaladas en las orillas del Ródano. Su producción de 19 TWh la convierte en el segundo productor francés, con un 4% del mercado. La CNR ha firmado un acuerdo de asociación con Electrabel;
- SHEM (Société hydro-électrique du Midi): filial de la SNCF, de la que produce aproximadamente un tercio de la electricidad utilizada por la SNCF. Se ha firmado un acuerdo de colaboración con Electrabel.

### Control local o entre ayuntamientos
Entre los demás rivales de EDF, se pueden contar varias empresas gobernadas por los municipios, conocidas bajo el término genérico de "empresas locales de distribución", que son productores de electricidad que explotan la red de EDF.
La nacionalización de la electricidad y el gas del 8 de abril de 1946, que modificó profundamente la organización eléctrica y gasística francesa, había reconocido sin embargo el derecho de los pueblos a mantener su papel en la distribución pública de electricidad y gas.
En 1946, algunas empresas, pueblos o grupos de pueblos, no aceptaron la propuesta de nacionalización y crearon controles estatales autónomos (que mantuvieron el monopolio de la distribución, hasta 2004, en su zona). Hay que señalar que, contrariamente a la idea inicial, los controladores locales de la electricidad han tenido, desde 1946, la opción de seguir produciendo electricidad. De hecho, su producción era más bien marginal, excepto en Rhône-Alpes; habiendo preferido a menudo comprar la mayor parte de la energía eléctrica a EDF. Con la reciente apertura del mercado de la electricidad, los controladores locales se plantean desarrollar, aumentar y diversificar su propia producción, (por ejemplo, Ouest Énergie, la empresa filial de SIEDS) y/o diversificar sus fuentes de suministro.
A día de hoy, el número de empresas locales de distribución es de aproximadamente 170 y posee el 5% de la distribución de energía eléctrica francesa en 2.500 pueblos. Creadas por las autoridades locales, dan servicio a unos 3 millones de personas y representan 7.000 puestos de trabajo. Una treintena de ellas - 9 durante su creación en 1962 - están federadas en una entidad nacional denominada ANROC.
Así pues, varios departamentos no son atendidos total o parcialmente por EDF, por ejemplo
- Deux-Sèvres, abastecido por SIEDS: asociación entre los consejos locales de Electricidad de Deux-Sèvres;
- Vienne, suministrado por el SIEEDV: asociación entre los consejos locales de Electricidad y Obras del Departamento de Vienne;
- Charente Marítimo, suministrado por SDEER: asociación de Electricidad y Obras Rurales del Departamento de Charente-Maritime;
- Gironda, suministrada por Gironde Electricity. Sin embargo, la empresa fue vendida a EDF a principios de 2000 porque no podía mantener financieramente los daños de las graves condiciones meteorológicas de diciembre de 1999, en su red;
- Alsacia;
- Ródano-Alpes.